# Mistrzostwa Świata w Kolarstwie Torowym 2021
118. Mistrzostwa Świata w Kolarstwie Torowym 2021 – zawody sportowe, które odbyły się w dniach 20-24 października 2021 roku, na torze kolarskim Velodrome Couvert Regional Jean-Stablinski w Roubaix we Francji. Początkowo mistrzostwa miały się odbyć w Aszchabadzie.
Po raz pierwszy podczas mistrzostw świata rozegrano wyścig eliminacyjny.

## Medaliści

### Mężczyźni
| Konkurencja                        | Data            | Złoto                                                                                     | Srebro                                                                      | Brąz                                                                                      |
| ---------------------------------- | --------------- | ----------------------------------------------------------------------------------------- | --------------------------------------------------------------------------- | ----------------------------------------------------------------------------------------- |
| Sprint indywidualny                | 24 października | Harrie Lavreysen                                                                          | Jeffrey Hoogland                                                            | Sébastien Vigier                                                                          |
| Wyścig na 1000 metrów              | 22 października | Jeffrey Hoogland                                                                          | Nicholas Paul                                                               | Joachim Eilers                                                                            |
| Wyścig indywidualny na dochodzenie | 22 października | Ashton Lambie                                                                             | Jonathan Milan                                                              | Filippo Ganna                                                                             |
| Wyścig drużynowy na dochodzenie    | 21 października | Włochy Liam Bertazzo · Simone Consonni · Filippo Ganna · Jonathan Milan · Francesco Lamon | Francja Thomas Boudat · Thomas Denis · Valentin Tabellion · Benjamin Thomas | Wielka Brytania Ethan Hayter · Ethan Vernon · Charlie Tanfield · Oliver Wood · Kian Emadi |
| Sprint drużynowy                   | 20 października | Holandia Roy van den Berg · Harrie Lavreysen · Jeffrey Hoogland                           | Francja Florian Grengbo · Sébastien Vigier · Rayan Helal                    | Niemcy Nik Schröter · Stefan Bötticher · Joachim Eilers · Marc Jurczyk                    |
| Keirin                             | 21 października | Harrie Lavreysen                                                                          | Jeffrey Hoogland                                                            | Michaił Jakowlew                                                                          |
| Scratch                            | 21 października | Donavan Grondin                                                                           | Tuur Dens                                                                   | Rhys Britton                                                                              |
| Wyścig punktowy                    | 22 października | Benjamin Thomas                                                                           | Kenny De Ketele                                                             | Vincent Hoppezak                                                                          |
| Madison                            | 24 października | Dania Lasse Norman Hansen · Michael Mørkøv                                                | Włochy Simone Consonni · Michele Scartezzini                                | Belgia Kenny De Ketele · Robbe Ghys                                                       |
| Omnium                             | 23 października | Ethan Hayter                                                                              | Aaron Gate                                                                  | Elia Viviani                                                                              |
| Wyścig eliminacyjny                | 24 października | Elia Viviani                                                                              | Iúri Leitão                                                                 | Siergiej Rostowcew                                                                        |

### Kobiety
| Konkurencja                        | Data            | Złoto                                                                     | Srebro                                                                                          | Brąz                                                                              |
| ---------------------------------- | --------------- | ------------------------------------------------------------------------- | ----------------------------------------------------------------------------------------------- | --------------------------------------------------------------------------------- |
| Sprint indywidualny                | 22 października | Emma Hinze                                                                | Lea Friedrich                                                                                   | Kelsey Mitchell                                                                   |
| Wyścig na 500 metrów               | 23 października | Lea Friedrich                                                             | Anastasija Wojnowa                                                                              | Darja Szmielowa                                                                   |
| Wyścig indywidualny na dochodzenie | 23 października | Lisa Brennauer                                                            | Franziska Brauße                                                                                | Mieke Kröger                                                                      |
| Wyścig drużynowy na dochodzenie    | 21 października | Niemcy Franziska Brauße · Lisa Brennauer · Mieke Kröger · Laura Süßemilch | Włochy Elisa Balsamo · Martina Alzini · Chiara Consonni · Martina Fidanza · Letizia Paternoster | Wielka Brytania Katie Archibald · Elinor Barker · Neah Evans · Josie Knight       |
| Sprint drużynowy                   | 20 października | Niemcy Lea Friedrich · Pauline Grabosch · Emma Hinze                      | RCF Natalja Antonowa Darja Szmielowa Jana Tyszczenko Anastasija Wojnowa                         | Wielka Brytania Sophie Capewell · Blaine Ridge-Davis · Milly Tanner · Lauren Bate |
| Keirin                             | 24 października | Lea Friedrich                                                             | Mina Sato                                                                                       | Jana Tyszczenko                                                                   |
| Scratch                            | 20 października | Martina Fidanza                                                           | Maike van der Duin                                                                              | Jennifer Valente                                                                  |
| Wyścig punktowy                    | 24 października | Lotte Kopecky                                                             | Katie Archibald                                                                                 | Kirsten Wild                                                                      |
| Madison                            | 23 października | Holandia Kirsten Wild · Amy Pieters                                       | Francja Clara Copponi · Marie Le Net                                                            | Wielka Brytania Katie Archibald · Neah Evans                                      |
| Omnium                             | 23 października | Katie Archibald                                                           | Lotte Kopecky                                                                                   | Elisa Balsamo                                                                     |
| Wyścig eliminacyjny                | 21 października | Letizia Paternoster                                                       | Lotte Kopecky                                                                                   | Jennifer Valente                                                                  |

### Tabela medalowa
| Miejsce | Państwo           | złoto | srebro | brąz | Razem |
| ------- | ----------------- | ----- | ------ | ---- | ----- |
| 1.      | Niemcy            | 6     | 2      | 3    | 11    |
| 2.      | Holandia          | 5     | 3      | 2    | 10    |
| 3.      | Włochy            | 4     | 3      | 3    | 10    |
| 4.      | Francja           | 2     | 3      | 1    | 6     |
| 5.      | Wielka Brytania   | 2     | 1      | 5    | 8     |
| 6.      | Belgia            | 1     | 4      | 1    | 6     |
| 7.      | Stany Zjednoczone | 1     | 0      | 2    | 3     |
| 8.      | Dania             | 1     | 0      | 0    | 1     |
| 9.      | RCF               | 0     | 2      | 4    | 6     |
| 10.     | Japonia           | 0     | 1      | 0    | 1     |
| 10.     | Nowa Zelandia     | 0     | 1      | 0    | 1     |
| 10.     | Portugalia        | 0     | 1      | 0    | 1     |
| 10.     | Trynidad i Tobago | 0     | 1      | 0    | 1     |
| 14.     | Kanada            | 0     | 0      | 1    | 1     |